# Prva slovenska nogometna liga 2021-2022
La Prva slovenska nogometna liga 2021-2022 (in lingua italiana: Primo campionato calcistico sloveno 2021-2022), detta anche Prva liga Telemach Slovenije 2021-2022 per motivi di sponsorizzazione, abbreviata in 1. SNL 2021-2022, è stata la trentunesima edizione della massima serie del campionato di calcio sloveno, disputata tra il 16 luglio 2021 e il 22 maggio 2022. L'NŠ Mura era la squadra campione in carica. Il Maribor si è laureato campione in questa stagione per la sedicesima volta nella propria storia.
Capocannoniere del torneo fu Ognjen Mudrinski (Maribor), con 17 reti.
Nel ranking UEFA 2021-22, la 1. SNL si piazzò al 31º posto (31º nel quinquennale 2017-2022).

## Stagione

### Novità
Al termine della stagione precedente il Gorica, ultimo classificato, è retrocesso in 2. SNL, dalla quale invece è stato promosso il Radomlje, primo classificato.

### Formula
Le squadre partecipanti sono dieci e disputano un doppio girone di andata e ritorno per un totale di 36 partite.

La squadra campione di Slovenia è ammessa al primo turno di qualificazione della UEFA Champions League 2022-2023.

Le squadre classificate al secondo e terzo posto sono ammesse al primo turno di qualificazione della UEFA Europa Conference League 2022-2023, mentre la vincitrice della coppa nazionale al secondo turno.

La penultima classificata disputa uno spareggio promozione-retrocessione contro la seconda classificata della 2. SNL mentre l'ultima classificata retrocede direttamente in 2. SNL.

## Squadre partecipanti
| Club            | Città         | Stadio                         | Stagione precedente  |
| --------------- | ------------- | ------------------------------ | -------------------- |
| Aluminij        | Kidričevo     | Športni park Aluminij          | 8º posto in 1. SNL   |
| Bravo           | Lubiana       | Športni park Ljubljana         | 5º posto in 1. SNL   |
| Celje           | Celje         | Stadio Z'dežele                | 7º posto in 1. SNL   |
| Domžale         | Domžale       | Domžale Sports Park            | 4º posto in 1. SNL   |
| Koper           | Capodistria   | Stadio Bonifika                | 9º posto in 1. SNL   |
| Maribor         | Maribor       | Stadion Ljudski vrt            | 2º posto in 1. SNL   |
| NŠ Mura         | Murska Sobota | Stadio Fazanerija              | Campione di Slovenia |
| Olimpia Lubiana | Lubiana       | Stadio Stožice                 | 3º posto in 1. SNL   |
| Radomlje        | Radomlje      | Športni park Aluminij Radomlje | 1º posto in 2. SNL   |
| Tabor Sežana    | Sesana        | Stadio Rajko Štolfa            | 6º posto in 1. SNL   |

## Allenatori
| Club            | Allenatore                                                                 |
| --------------- | -------------------------------------------------------------------------- |
| Aluminij        | Oskar Drobne (1ª-25ª) Robert Pevnik (26ª-36ª)                              |
| Bravo           | Dejan Grabić                                                               |
| Celje           | Agron Šalja (1ª-10ª) Simon Seslar (11ª-20ª) Simon Rožman (21ª-36ª)         |
| Domžale         | Dejan Djuranović                                                           |
| Koper           | Zoran Zeljkovič                                                            |
| Maribor         | Simon Rožman (1ª-9ª) Radovan Karanovic (10ª-36ª)                           |
| NŠ Mura         | Ante Šimundža (1ª-20ª) Damir Čontala (21ª-36ª)                             |
| Olimpia Lubiana | Savo Milošević (1ª-12ª) Dino Skender (13ª-28ª) Robert Prosinečki (29ª-36ª) |
| Radomlje        | Rok Hanžič (1ª-20ª) Nermin Bašić (21ª-36ª)                                 |
| Tabor Sežana    | Sabit Šljivo (1ª) Igor Božič (2ª-7ª) Dusan Kosič (8ª-36ª)                  |

## Classifica finale
|                     | Pos. | Squadra         | Pt | G  | V  | N  | P  | GF | GS | DR  |
| ------------------- | ---- | --------------- | -- | -- | -- | -- | -- | -- | -- | --- |
| Slovenia (bandiera) | 1.   | Maribor         | 70 | 36 | 21 | 7  | 8  | 57 | 37 | +20 |
|                     | 2.   | Koper           | 67 | 36 | 19 | 10 | 7  | 54 | 38 | +16 |
|                     | 3.   | Olimpia Lubiana | 62 | 36 | 18 | 8  | 10 | 53 | 38 | +15 |
|                     | 4.   | NŠ Mura         | 57 | 36 | 15 | 12 | 9  | 57 | 50 | +7  |
|                     | 5.   | Bravo           | 49 | 36 | 13 | 10 | 13 | 33 | 33 | +0  |
|                     | 6.   | Radomlje        | 46 | 36 | 12 | 10 | 14 | 47 | 52 | -5  |
|                     | 7.   | Domžale         | 45 | 36 | 11 | 12 | 13 | 47 | 46 | +1  |
|                     | 8.   | Celje           | 42 | 36 | 12 | 6  | 18 | 46 | 50 | -4  |
|                     | 9.   | Tabor Sežana    | 30 | 36 | 7  | 9  | 20 | 30 | 41 | -11 |
|                     | 10.  | Aluminij        | 24 | 36 | 4  | 12 | 20 | 33 | 72 | -39 |

Legenda:
      Campione di Slovenia e ammessa alla UEFA Champions League 2022-2023
      Ammesse alla UEFA Europa Conference League 2022-2023
 Ammessa allo spareggio promozione-retrocessione
      Retrocessa in 2. SNL 2022-2023
Note:
Tre punti a vittoria, uno a pareggio, zero a sconfitta.
La classifica viene stilata secondo i seguenti criteri:
- Punti conquistati
- Punti conquistati negli scontri diretti
- Differenza reti negli scontri diretti
- Reti realizzate negli scontri diretti
- Differenza reti generale
- Reti totali realizzate

## Risultati

### Tabellone

#### Prima fase
|                 | Alu  | Bra  | Cel  | Dom  | Kop  | Mar  | Mur  | Oli  | Rad  | Tab  |
| --------------- | ---- | ---- | ---- | ---- | ---- | ---- | ---- | ---- | ---- | ---- |
| Aluminij        | –––– | 0-1  | 0-1  | 0-1  | 0-0  | 3-0  | 1-1  | 1-0  | 0-2  | 3-2  |
| Bravo           | 0-0  | –––– | 2-1  | 0-1  | 1-2  | 0-2  | 0-0  | 2-0  | 0-0  | 0-2  |
| Celje           | 0-0  | 1-0  | –––– | 3-1  | 1-3  | 2-3  | 1-0  | 1-1  | 2-0  | 2-2  |
| Domžale         | 1-1  | 0-2  | 1-0  | –––– | 2-3  | 3-3  | 4-1  | 0-2  | 2-0  | 1-1  |
| Koper           | 1-3  | 0-1  | 2-2  | 4-2  | –––– | 2-0  | 3-2  | 0-1  | 3-2  | 1-0  |
| Maribor         | 3-0  | 1-1  | 2-0  | 3-1  | 2-0  | –––– | 1-2  | 0-0  | 1-0  | 2-0  |
| NŠ Mura         | 3-2  | 1-1  | 1-0  | 1-1  | 0-0  | 3-1  | –––– | 1-0  | 4-2  | 0-3  |
| Olimpia Lubiana | 3-1  | 1-1  | 1-0  | 2-1  | 1-3  | 3-1  | 1-0  | –––– | 2-3  | 1-0  |
| Radomlje        | 2-2  | 0-2  | 3-2  | 0-2  | 1-4  | 1-2  | 2-2  | 1-1  | –––– | 0-1  |
| Tabor Sežana    | 4-0  | 0-2  | 0-1  | 0-0  | 0-1  | 0-1  | 1-1  | 1-2  | 0-1  | –––– |

#### Seconda fase
|                 | Alu  | Bra  | Cel  | Dom  | Kop  | Mar  | Mur  | Oli  | Rad  | Tab  |
| --------------- | ---- | ---- | ---- | ---- | ---- | ---- | ---- | ---- | ---- | ---- |
| Aluminij        | –––– | 0-2  | 0-6  | 1-1  | 1-1  | 3-3  | 0-1  | 2-3  | 0-4  | 2-2  |
| Bravo           | 2-1  | –––– | 3-0  | 0-2  | 0-0  | 3-1  | 1-2  | 0-0  | 0-3  | 0-1  |
| Celje           | 3-2  | 2-0  | –––– | 2-1  | 1-2  | 0-1  | 1-3  | 0-2  | 0-0  | 1-0  |
| Domžale         | 3-1  | 3-0  | 1-1  | –––– | 0-1  | 0-2  | 1-1  | 2-0  | 0-0  | 1-1  |
| Koper           | 2-0  | 0-0  | 3-1  | 0-2  | –––– | 1-2  | 2-2  | 1-0  | 1-3  | 1-0  |
| Maribor         | 3-1  | 1-2  | 1-0  | 1-0  | 1-1  | –––– | 1-1  | 1-0  | 0-0  | 2-0  |
| NŠ Mura         | 3-0  | 2-2  | 3-2  | 3-1  | 1-2  | 1-3  | –––– | 3-2  | 0-2  | 1-0  |
| Olimpia Lubiana | 6-0  | 1-0  | 2-4  | 1-1  | 2-2  | 1-0  | 3-3  | –––– | 4-1  | 1-0  |
| Radomlje        | 1-1  | 2-1  | 2-1  | 3-3  | 0-1  | 1-4  | 3-2  | 0-1  | –––– | 0-0  |
| Tabor Sežana    | 1-1  | 0-1  | 2-1  | 2-1  | 1-1  | 1-2  | 0-2  | 1-2  | 1-2  | –––– |

## Spareggio promozione-retrocessione
Lo spareggio si gioca tra la 9ª classificata in 1. SNL e la 2ª classificata in 2. SNL.
|              | Risultati |              | Luogo e data           |
| ------------ | --------- | ------------ | ---------------------- |
| Tabor Sežana | 3−1       | Triglav      | Sesana, 26 maggio 2022 |
| Triglav      | 2−5       | Tabor Sežana | Kranj, 29 maggio 2022  |
|              |           |              |                        |

## Statistiche

### Classifica marcatori
| Gol |  |  | Giocatore        | Squadra         |
| --- |  |  | ---------------- | --------------- |
| 17  |  |  | Ognjen Mudrinski | Maribor         |
| 13  |  |  | Maks Barišič     | Koper           |
| 12  |  |  | Arnel Jakupović  | Domžale         |
| 12  |  |  | Mustafa Nukić    | Olimpia Lubiana |
| 10  |  |  | Lamin Colley     | Koper           |
| 10  |  |  | Kaheem Parris    | Koper           |
| 10  |  |  | Dino Stančič     | Tabor Sežana    |
| 9   |  |  | Gedeon Guzina    | Radomlje        |
| 9   |  |  | Tomi Horvat      | NŠ Mura         |